# ساربيدون

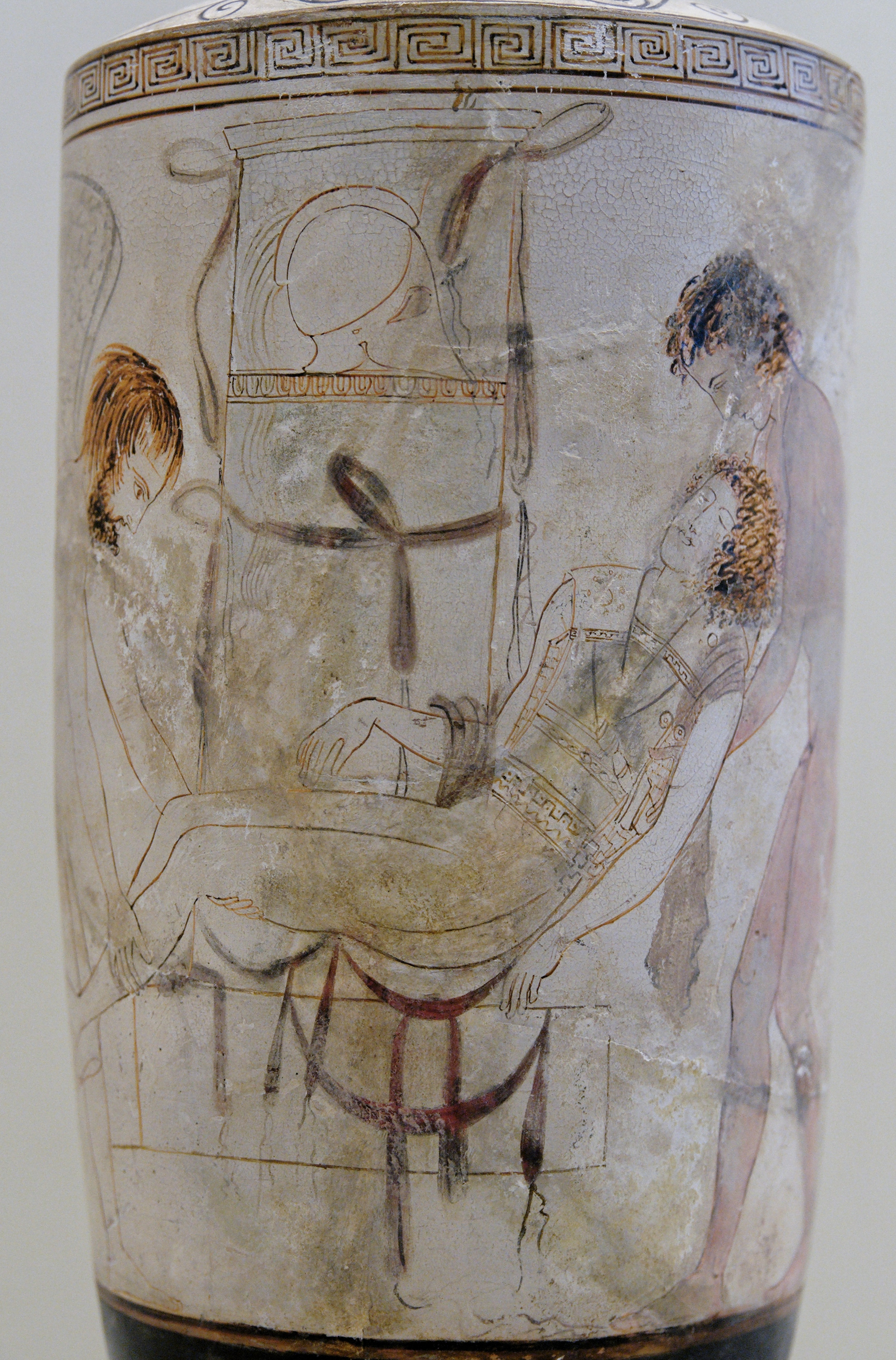

ساربيدون هو ابن زيوس ولاوداميا ابنة بيليروفون، وكان أمير ليكيا وأحد ابطال حرب طروادة إلى جانب الطرواديين. وقتله باتروكلوس وحدث نزاع على جثته حتى أتى أبولو وأخذها من الإغريق وغسلها ونضحها بالأمبروزيا (طعام الآلهة) وأعطاها لهيبنوس وثاناتوس اللذان سلماها لتدفن في ليكيا حيث بني مكان مقدس له يدعى ساربيدونيوم.
في أساطير لاحقة كان ابن زيوس ويوروبا وأخ مينوس الذي طرده من كريت فأبحر هو ورجاله نحو ليكيا التي أصبح ملكها